# Club Olimpia (Itá)
El Club Olimpia de Itá es un club de fútbol de Paraguay de la ciudad de Itá, en el Departamento Central. Fue fundado el 8 de marzo de 1921. En la temporada 2019 logró el subcampeonato de la Cuarta División , por lo que desde la temporada 2020 milita en la Tercera División. 
Proviene de la Liga Iteña de Deportes, y disputa con el Sportivo Iteño, el clásico de la ciudad.

## Historia

### Inicios
La institución fue fundada el 8 de marzo de 1921 e ingresó a la Liga Central de Deportes, donde militó hasta 1989; pues luego pasó a integrar la nueva Liga Iteña de Deportes, también del Departamento Central.

### Primeras incursiones en la División Intermedia
Con la creación de la División Intermedia en 1997 (a fin de propiciar la integración del fútbol nacional), ocho equipos campeones del interior fueron admitidos en la misma junto a ocho metropolitanos procedentes de la Primera de Ascenso. El club Olimpia de Itá, en su primera incursión logró alzarse con el subcampeonato, pero ese año sólo un equipo podía ascender, por lo que el 12 de octubre de Itauguá fue el primer club del interior que ascendía oficialmente a la Primera División. Como nota anecdótica, ese año volvió a disputarse el clásico iteño, pues Sportivo Iteño se hallaba desde 1983 en las categorías metropolitanas de la A.P.F.
Poco después acabó en los últimos lugares y debió volver a su liga de origen.
Disputó el campeonato del 2002 como representante de la Copa de Campeones de la UFI. Acabó en el 10° lugar entre 14 equipos, por lo que debió disputar dos partidos con River Plate (11°), para determinar quién conservaba la categoría; empataron a 1 ambos partidos, pero el Olimpia perdió 4-5 en penales y debió volver a su liga de origen.

### Copa Campeones de la U.F.I.
Su gran oportunidad de retornar a la División Intermedia la tuvo en el 2001, pero perdió la final de la Copa de Campeones de la UFI ante el Itá Ybate de Villeta. Sin embargo, como Itá Ybaté no contaba con instalaciones adecuadas, el Olimpia fue admitido en su lugar en la Intermedia (descendió el año siguiente).
En el 2003 estuvo de nuevo a un paso de ascender, pero esta vez perdió la final en el tercer partido de desempate, ante el 2 de Mayo de Pedro Juan Caballero.
Pasó por uno de los peores momentos de su historia en el 2004 cuando fue suspendido por dos años de participar en la Copa de Campeones y también en su liga de origen, la iteña; esto, debido a los incidentes ocurridos el 18 de octubre de 2003 en Villarrica, durante la final ante el 2 de Mayo, en los cuales hubo numerosos heridos, entre ellos el presidente de la UFI Pedro Achar Pujol que fue alcanzado por un ladrillazo.
Participó luego en la última Copa de Campeones, en el 2007, y alcanzó la segunda fase o semifinal, donde fue eliminado por el Dr. Benjamín Aceval de Villa Hayes.

### Divisiones de ascenso de la A.P.F.
Siguiendo los pasos del Martín Ledesma de Capiatá que ingresó a la cuarta categoría en el 2008, pidió su ingreso a la Primera División C para la temporada 2009, sin embargo el mismo fue rechazado.
Habida cuenta de su cercanía a la capital del país, el club volvió a solicitar su inscripción a la cuarta división de la A.P.F., al año siguiente, Esta vez el pedido tuvo una respuesta positiva por lo que disputó el campeonato de la Primera C en el 2010, en su primera participación logró el tercer puesto, lo que le valió el ascenso a la Primera División B, pues al año siguiente se ampliaría el número de clubes de esa categoría.
En su primer año en la Primera B, en la temporada 2011, demostró tener aptitudes al alcanzar el tercer puesto solo a un punto de Resistencia que logró el segundo cupo de ascenso. En la temporada 2012 tras un buen comienzo logró finalmente la quinta posición.
La temporada 2013 fue el de la consagración como campeón de la Primera División B, tras solo tres años en la categoría. Con esto, logró su retorno a la División Intermedia, tras 12 años de no militar en la segunda división, dejando en segundo puesto a su clásico rival el Sportivo Iteño, que también finalmente ascendió.
En la temporada 2014 de la División Intermedia terminó en la última posición tanto en la tabla del campeonato como en la tabla de promedios lo que lo condenó de nuevo al descenso a la Primera División B, o tercera categoría del fútbol paraguayo.
En la temporada 2015 de la Primera División B, el equipo dirigido por el profesor Riccardo Torresi realizó una gran campaña y en la fecha 24 (de un total de 26), tras un empate en un incidentado encuentro contra el Benjamín Aceval, se consagró campeón y así también obtuvo el ascenso a la División Intermedia.
En la temporada 2016, en su debut en la División Intermedia el club inició el campeonato de buena forma derrotando en la primera fecha al Deportivo Santaní en condición de visitante por el marcador de 2 a 3, victoria que volvería a conseguir en la sexta fecha, tras un empate y tres derrotas. Una crisis dirigencial sumado a los continuos cambios de entrenadores condujeron a que el club culmine finalmente en el decimoprimer puesto en la tabla de puntuaciones. Llegó a la última fecha de la temporada, con la necesidad de lograr un triunfo para evitar el descenso. Logró mantener la categoría tras una agónica victoria contra Resistencia.
La temporada 2017 culminó de la peor manera para el club, último en la tabla acumulativa y último en la tabla de promedios. Problemas gerenciales provocaron cambios masivos en la dirección técnica y problemas con los jugadores. El Olimpia de Ita desciende y retorna a la Primera División B del balompié paraguayo.
En la temporada 2018 de la Primera División B, el club no pudo acomodarse a la tercera división y tras un muy mal desempeño en donde solamente logró 3 triunfos en 32 partidos, finalmente perdió la categoría de forma anticipada. De esta forma por primera vez descendió a la Cuarta División del fútbol paraguayo. En la Copa Paraguay no pudo lograr su clasificación a la fase nacional, quedando eliminado en la fase clasificatoria.

Variante del escudo del club con el cántaro y la miel, elementos identitarios de la ciudad de Itá.

Para la temporada 2019 de la Primera División C, el equipo con nuevos aires tuvo una gran campaña que lo mantuvo en los primeros lugares de la tabla. Con un récord de 12 victorias, 7 empates y 3 derrotas, se corona vicecampeón de la 4ª categoría del balompié paraguayo permitiéndole retornar a la Primera División B para la temporada 2020.

## Estadio
El Presbítero Manuel Gamarra es el predio deportivo perteneciente al Club Olimpia de Itá. Está ubicado en el centro de la ciudad de Itá. El estadio tiene capacidad aproximada para 5000 espectadores.

## Uniforme
- Uniforme Titular: Camiseta blanca con una franja horizontal ancha y negra en el medio, pantalón blanco y medias blancas.
- Uniforme Suplente: Camiseta negra con una franja horizontal ancha y blanca en el medio, pantalón negro y medias negras.